# Джонатас, Уэйдлайн
Уэйдлайн Джонатас (англ. Wadeline Jonathas; род. 19 февраля 1998, Гонаив) — американская легкоатлетка, которая специализируется в спринтерских дисциплинах, чемпионка мира.

## Биография
Уэйдлайн Джонатас выпускница мемориальной средней школы Доэрти в Вустере, штат Массачусетс, закончившую в 2016 году.
На мировом первенстве-2019 завоевала «золото» в женской эстафете 4×400 метров и была четвертой в беге на 400 метров.